# Крістіан Альварес
Крістіан Альварес (ісп. Cristian Darío Álvarez; нар. 13 листопада 1985, Хенераль-Лагос) — аргентинський футболіст, воротар клубу «Серро Портеньйо».
Також відомий виступами за аргентинські «Росаріо Сентраль» та «Сан-Лоренсо» і іспанські «Еспаньйол» та «Райо Вальєкано».

## Ігрова кар'єра
Крістіан Альварес народився в місті Хенераль-Лагосі, провінція Санта-Фе. Альварес грав у молодіжному складі «Росаріо Сентраль», дебютувавши в основному складі команди в матчі Кубка Лібертадорес 2006 року проти парагвайського «Серро Портеньйо» 23 лютого 2006 року, який завершився домашньою поразкою аргентинців. Згодом він закріпився в основному складі «Росаріо Сентраль», провівши 2 сезони в Прімері.
В кінці травня 2008 року Альварес підписав 5-річний контракт з іспанським клубом «Еспаньйол». Перші три роки, проведені в Іспанії, був резервним голкіпером барселонської команди. В сезоні 2011–12 був обраний першим голкіпером в «Еспаньйолі» тренером Маурісіо Почеттіно, незважаючи на те, що залишався в команді її багаторічний основний воротар камерунець Карлос Камені. Після цього Альварес став стабільно виходити на поле у стартовому складі «Еспаньйола», але поступово аргентинця витіснив з основи Кіко Касілья.
Влітку 2013 року повернувся на батьківщину, ставши гравцем «Сан-Лоренсо», однак програв конкуренцію Себастьяну Торріко і у переможному Кубку Лібертадорес 2014 року не зіграв за основний склад жодної хвилини. Через це на сезон 2014/15 Крістіан був відданий в оренду в «Райо Вальєкано», після чого також на правах оренди став виступати за парагвайський «Серро Портеньйо».

## Досягнення
Сан Лоренсо
- Чемпіонат Аргентини з футболу (1): Інісіаль 2013
- Володар Кубка Лібертадорес (1): 2014